# PREEvision
PREEvision 은 전기 / 전자 시스템 을 위한 모델 기반 개발 소프트웨어이다. PREEvision은 Vector에서 개발한 포괄적인 모델 기반 개발 환경으로, 차량의 전기/전자(E/E) 시스템 개발을 지원한다. 이 도구는 아키텍처 설계부터 최종 배선 하네스에 이르기까지 E/E 개발 전 과정을 다루고 있다. PREEvision은 현재 자동차 전자 개발 부서에서 전문 도구와 협력하여 사용되고 있으며, 오늘날 모든 주요 자동차 제조업체와 많은 국제 공급업체가 이 애플리케이션을 사용하고 있다. 

## 역사
PREEvision의 개발은 2003년 말 칼스루에 대학교의 정보 기술 연구 센터(FZI)에서 산업 지원 연구 프로젝트로 시작되었으며, 개발 파트너는 다임러 AG이다. 이른바 E/E 컨셉 툴에 대한 연구가 완료된 후 개발 파트너인 다임러 AG는 제품 개발을 맡을 수 있는 회사를 찾고 있었다. 카를스루에 대학과 FZI의 두 연구원이 분사한 전형적인 연구 스핀오프 기업인 아쿠인토스 GmbH는 2005년 4월에 제품 개발을 인수하여 2007년 1월에 PREEvision이라는 브랜드명으로 버전1.0을 출시했다. 시장 출시 첫 해에 아쿠인토스는 Embedded Award (2007)의 툴 부문에서 수상했다. 
2009년 9월, 벡터 인포매틱은 아쿠인토스의 소수지분을 인수하였다. 그 후 2010년 5월에 아쿠인토스 GmbH는 벡터 인포매틱에 의해 완전히 인수되었다. 그 이후로 이 제품은 벡터에서 추가 개발 및 배포를 담당하고 있다. 현재 및 이전 버전에 대한 릴리스 노트의 개요는 PREEvision 제품 페이지에 요약되어 있다.

## 레이어 아키텍처
- 요구사항 레이어
  - 고객 기능: 고객이 경험한 제품이 갖춰야 할 기능
  - 적용 사례: 시스템이 의도된 사용 사례 및 사용 시나리오
  - 요구사항/요구사항: 제품에 대해 존재하는 요구사항
- 논리 레벨/논리 기능 아키텍처
  - 요구사항을 논리적 기능으로 변환
  - 하드웨어와 소프트웨어의 구현/구현을 위한 기반 역할
- 소프트웨어 계층/소프트웨어 아키텍처 계층
  - 소프트웨어 구성 요소, 해당 동작 및 인터페이스가 여기에 모델링
  - 소프트웨어 유형에 대한 라이브러리가 포함된 소프트웨어 아키텍처는 AUTOSAR Classic과 AUTOSAR Adaptive를 모두 지원
- 진단 레이어
  - 진단 개체에 대한 설명
  - 이를 응용 소프트웨어에 직접 연결
- 하드웨어 수준/하드웨어 아키텍처 계층
  - 하드웨어 수준에서는 제어 장치(ECU), 센서 및 액추에이터, 버스 시스템을 통한 네트워킹 및 전원 공급 장치가 모델링된다. 클래식 ECU 외에도 강력한 컴퓨터를 세부적으로 모델링할 수 있다.
- 통신층/통신층
  - 통신 수준은 소프트웨어 구성 요소가 하드웨어 경계를 넘어 데이터를 교환하는 방법을 정의
  - PREEvision은 CAN, CAN FD, LIN, FlexRay 및 이더넷을 통해 일반적인 네트워크 기술을 지원
- 회로도 및 배선 하네스/전기 회로 및 배선 설계 레이어
  - 구성 요소의 전기적 특성과 해당 네트워킹이 여기에 정의된다. 퓨즈나 저항기를 포함한 내부 전기 설계도 모델링할 수 있다.
  - 케이블 하네스 개발 중에 케이블 하네스의 물리적 세부 사항은 핀, 커넥터, 케이블, 분리 지점 및 스플라이스로 정의된다.
- 기하학 레이어/기하학 토폴로지 레이어
  - 케이블링 경로: 2D 또는 3D 모델의 라우팅 경로, 커넥터 그림, 크림프 등
  - 구성 요소 설치 위치: 모델 내 제어 장치 및 버스의 위치

## 주요기능
- 아키텍처 설계:
  - E/E 시스템 아키텍처의 설계 및 최적화를 지원한다.
  - 그래픽 또는 차트 편집기를 사용하여 다양한 아키텍처 뷰를 모델링할 수 있다.
  - 자동 라우팅 및 일관성 검사를 통해 설계 정합성을 보장한다.
- 요구 사항 엔지니어링 및 관리:
  - 모델 기반으로 통합 요구사항 엔지니어링을 할 수 있다.
  - 요구 사항과 다른 개발 산출물 간의 원활한 상호 작용을 가능하게 한다.
- 제품 라인 및 배리언트 관리:
  - 라이브러리 설계와 재사용을 통해 E/E 개발 효율성을 높인다.
  - 배리언트 관리를 지원하여 제품 라인에서 모델 시리즈나 개별 차량의 제품을 도출할 수 있다.
- 협업 및 동시 사용자 운영:
  - 중앙 데이터베이스를 통해 조직 전체의 동시 사용자 운영을 가능하게 한다.
  - 최적의 팀워크를 위한 다양한 기능을 제공하여 데이터 충돌 없이 병렬 작업이 가능하다.
- AUTOSAR 지원:
  - 시스템 및 통신 설계를 위한 AUTOSAR 표준을 준수한다.
  - 최신 사양의 AUTOSAR Classic 및 Adaptive 시스템 설계를 지원한다.
  - VLAN 구성을 포함한 Ethernet 통신 및 서비스 설계를 지원한다.
- 배선 하네스 설계:
  - 아키텍처 설계부터 양산까지 포괄적인 개발 지원을 제공한다.
  - 아키텍처 설계 데이터를 배선 및 하네스 상세 설계에 통합하여 데이터베이스화 할 수 있다.
- 테스트 엔지니어링 및 관리:
  - E/E 개발 전 과정에 걸쳐 테스트 엔지니어링 및 테스트 결과 분석을 지원한다.
  - 테스트 데이터를 관리하고 추세 보기를 통해 진행 상황을 추적할 수 있다.
- 프로젝트, 변경 및 릴리스 관리:
  - SVN 기반의 일반적인 프로젝트 관리 도구의 기능을 포함한다.
  - TASK를 하위 프로젝트나 작업 패키지로 구성하고, 기능, 요구 사항, 티켓 또는 테스트 작업을 자원에 할당한다.

### 적용 분야
PREEvision은 차량 제조사(OEM), 1차 공급업체, 그리고 자동차 산업의 엔지니어링 서비스 제공업체들에 의해 널리 사용되며, 견고하고 효율적인 E/E 시스템 개발을 지원한다.